# Cerkaria

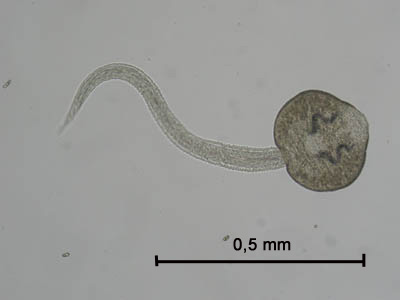
Cerkaria przywry Fasciolopsis magna.

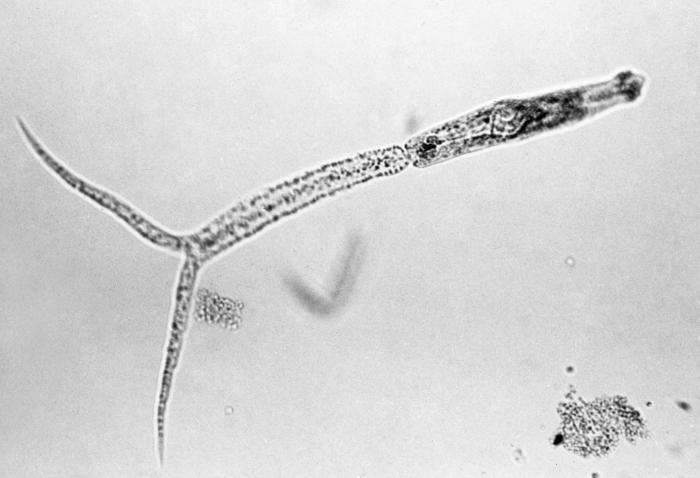
Cerkaria przywry Schistosoma, powiększenie 150 razy.

Cerkaria, ogonatka (gr. kérkos ogon) – jedna z larw przywr wnętrzniaków. Pochodzi od redii lub sporocysty. Jest stadium wolnożyjącym, porusza się za pomocą ogonka, posiada gruczoły penetracyjne i kolce oraz gruczoły cystotwórcze. Jej zadaniem jest dotarcie do organizmu żywiciela ostatecznego. Może się tam dostać aktywnie wwiercając się przez skórę (np. przywra krwi) lub otorbić się, odrzucić ogonek i przekształcić w metacerkarię (np. motylica wątrobowa). Jeżeli nie zmienia się w metacerkarię, przechodzi bezpośrednio w organizm dorosły, rozmnażający się płciowo.